# Aspidosperma illustre
Aspidosperma illustre är en oleanderväxtart som först beskrevs av Vell., och fick sitt nu gällande namn av João Geraldo Kuhlmann och Piraja. Aspidosperma illustre ingår i släktet Aspidosperma och familjen oleanderväxter. Inga underarter finns listade i Catalogue of Life.